# Роже Деслор
Роже Деслор (Роджер де Слор) (фр. Roger Desllor; д/н — після 1318) — 7-й герцог Афінський в 1311—1312 роках.

## Життєпис
Походив з руссільйонської шляхти. Про молоді роки обмаль відомостей, але ймовірніше починав службу на чолі альмогаварів (арагонської легкої піхоти). Під орудою Роже де Флора брав участь у війні Федеріка II, короля Сицилії, проти Карла II, короля Неаполю. У 1302 році після укладання Кальтабеллотського миру було утворено Каталонську компанію (загін арагонських найманців — альмогаварі), до якої увійшов Роже Деслор. 1303 року у складі Каталонської компанії опинився на службі у Візантії. діяв в Малій Азії проти тюркських бейліків до 1305 року, де дослужився до звання маршала Каталонської компанії. Того ж року зумів врятуватися під час знищення Роже де Флора та інших очільників компанії візантійцями.
Роже Деслор стає одним з очільників Каталонської компанії, брав участь у плюндруванні Фракії та гори Афон. 1306—1307 років очолював походи до Фессалії. Ймовірно саме в цей час стає ректором (головою) Каталонської компанії. Починає війни з Гі II, герцогом Афінським.
У 1310 році вів перемовини з Готьє I, новим герцогом Афінським, щодо найму «каталонців» для боротьби проти Епірського деспотату і Візантійської імперії. У 1311 році після успішних дій найманців герцог вирішив більшість з них звільнити, при цьому заборгувавши платню за 4 місяці.
Разом з тим Готьє I вирішив найняти на постійну службу Деслора і загін в 500 вояків. Незадоволені звільнені «каталонці» зайняли Афіни, і герцогу разом з Деслором довелося виступити проти них. Але перед битвою Деслор перейшов на бік колишніх товаришів, які в битві на річці Кефісса в Беотії здобули рішучу перемогу. Герцог і майже всі його лицарі загинули. За цим усе Афінське герцогство було захоплено.
Каталонська компанія бажала юридично оформити власні загарбання, тому вирішили обрати новим герцогом Боніфація да Верона, який служив попереднім герцогам Афінським. Але після того, як Боніфацій відмовився, герцогом було оголошено Роже Деслора. Він стикнувся з невдоволенням Неаполітанського королівства і Венеційської республіки.
У 1312 році Десслор одружився з удовою останнього графи Салони — Томи III де Строманкура. разом з тим розумів непевність свого становища. З огляду на це запропонував королю Сицилії Федеріку II оголосити його сина Манфреда герцогом Афінським. На ще отримав згоду. таким чином, вдалося врівноважити небезпеку з боку неаполітанського короля, який був ворогом короля Сицилії. Федерік II відправив до Афін свого полководця Беренгара Естаньола, якому Десслор передав кермо правління
Після цього Роже Десслор перебрався до графства Салона, де мирно помер після 1318 року.